# Johannes Volmer
Johannes Volmer (* 19. Januar 1930 in Dresden; † 8. Juli 2015 in Chemnitz) war ein deutscher Ingenieur und Professor für Getriebetechnik. Bekannt wurde er vor allem für seine zahlreichen Lehrwerke.

## Leben
Nach dem Maschinenbaustudium der Fachrichtung Fördertechnik an der Technischen Hochschule Dresden 1949 bis 1953 war Volmer Assistent und Oberassistent im dortigen Institut für Getriebelehre und promovierte 1956 zum Thema Ein Beitrag zur Erzeugung von Koppelkurven. Anschließend arbeitete er als wissenschaftlicher Mitarbeiter und Konstrukteur im VEB Buchungsmaschinenwerk Karl-Marx-Stadt (Vorm. Astra-Werke Chemnitz, bzw. Wanderer-Continental) und war von da an bis 1990 ständiges Mitglied der Kammer der Technik.
1959 übernahm er die Leitung des Instituts für Getriebetechnik an der Hochschule für Maschinenbau in Karl-Marx-Stadt, wo er ebenfalls als Lehrbeauftragter fungierte. 1966 erfolgte seine Habilitation zum Thema Theorie und Konstruktion der Sternradgetriebe. Daraufhin wurde er 1967 zum Professor mit Lehrauftrag und 1969 zum ordentlichen Professor für Getriebetechnik berufen und war 1968 bis 1972 der erste Direktor der Sektion Maschinen-Bauelemente an der Hochschule für Maschinenbau in Karl-Marx-Stadt. Im selben Zuge wurde er zum Themenleiter der Forschungen in den Bereichen Getriebetechnik und Robotertechnik/Montage-Automatisierung ernannt. 1980 bis 1984  war er Leiter des Wissenschaftsbereichs Konstruktion. 1995 ging er in den Ruhestand.
Volmers Verdienste um die Getriebetechnik wurden 1995 von der Staatlichen Technologischen Universität „Stankin“ in Moskau mit dem Ehrendoktortitel gewürdigt.
Durch seine Tätigkeit als Professor für Getriebetechnik stieß Volmer auf die mechanischen Probleme des Ovaldrehens und  entwickelte neue Ovaldrehvorrichtungen. Gemeinsam mit E. W. Newton gründete er die Elliptical Turning Association.
Johannes Volmer verstarb am 8. Juli 2015 in Chemnitz im Alter von 85 Jahren.

## Werk
Volmer veröffentlichte zahlreiche Lehrwerke zu den Themenbereichen Getriebe- und Mechanismentechnik, Robotik u. a., insgesamt nahezu 200 Werke. Außerdem wird er bei über 20 Patenten als Erfinder genannt.